# Panchhari
Panchhari är ett underdistrikt i Bangladesh. Det ligger i den östra delen av landet, 160 km öster om huvudstaden Dhaka.
I omgivningarna runt Panchhari växer huvudsakligen savannskog. Runt Panchhari är det ganska tätbefolkat, med 129 invånare per kvadratkilometer.